# Theobroma glaucum
Theobroma glaucum är en malvaväxtart som beskrevs av Karst.. Theobroma glaucum ingår i släktet Theobroma och familjen malvaväxter. Inga underarter finns listade i Catalogue of Life.